# Broderick Smith
Pour les articles homonymes, voir Smith.
Broderick Smith (né le 17 février 1948 à Hertfordshire et mort le 30 avril 2023) est un auteur-compositeur britannico-australien d'harmonica de guitare et de banjo. Il était membre des groupes Carson (en) et The Dingoes (en) dans les années 1970.

## Discographie
- My Sheralee en 1994.
- Too Easy en 2002.